# Jane Stanford

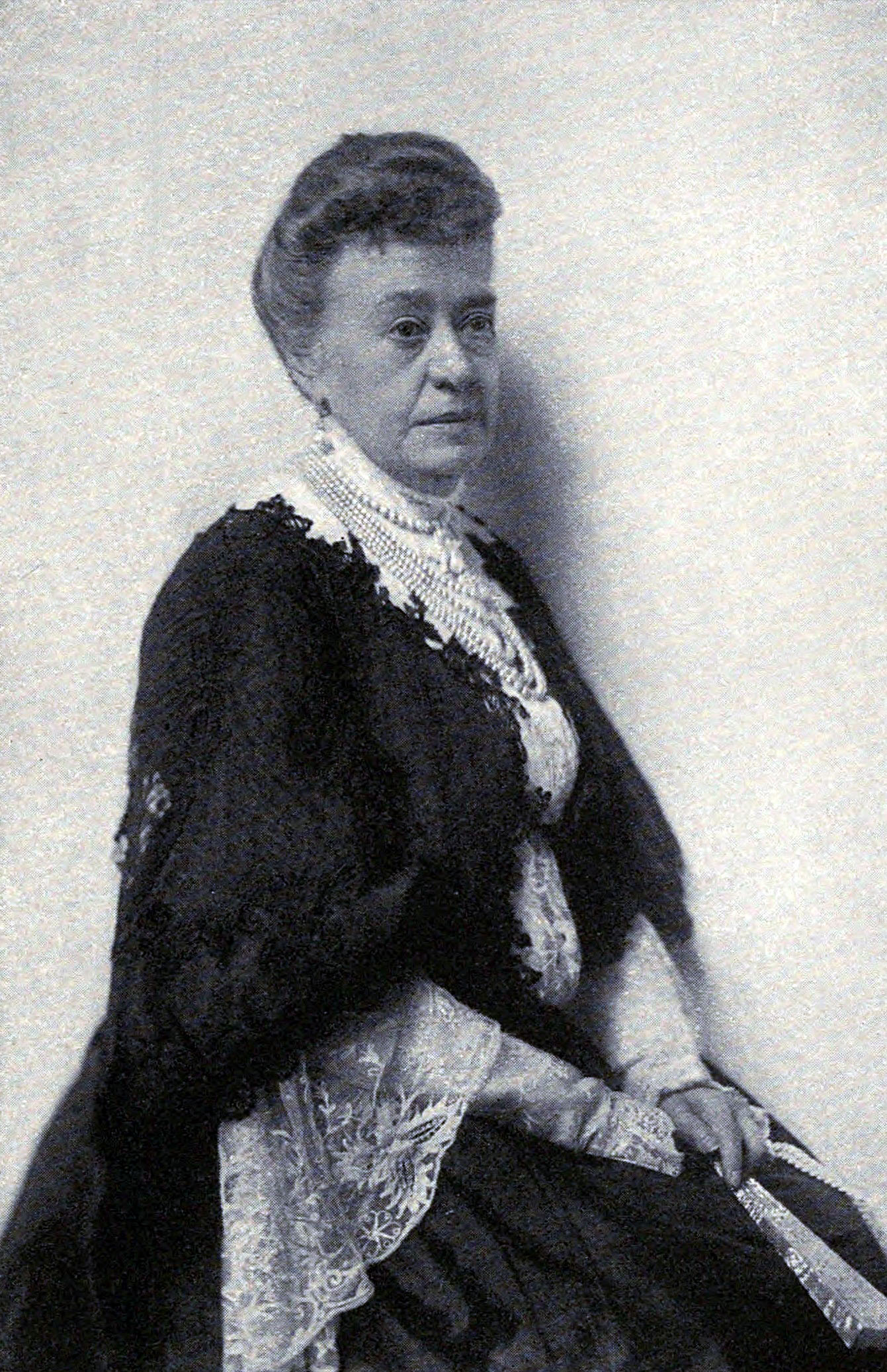
Jane Stanford

 Jane Eliza Lathrop Stanford  (* 25. August 1828 in Albany (New York); † 28. Februar 1905 in Honolulu, Hawaii) war eine US-amerikanische Philanthropin. Sie gründete zusammen mit ihrem Ehemann Leland Stanford als Denkmal für ihr einziges Kind, Leland Stanford Jr. die Stanford University.

## Leben und Werk
Stanford war das dritte von sieben Kindern des Kaufmanns Dyer Lathrop und Jane Ann Shields. Sie wurde zu Hause erzogen und besuchte kurz die Albany Female Academy. 1850 heiratete sie in Albany den Anwalt Leland Stanford und sie lebten in Port Washington, wo ihr Ehemann eine Anwaltskanzlei aufbaute. Nachdem ein Brand 1852 ihr Eigentum zerstört hatte, kehrten sie nach Albany zurück. Ihr Ehemann schloss sich seinen fünf Brüdern in Sacramento, Kalifornien, an und verkaufte Vorräte an kalifornische Goldrausch-Bergleute. Jane war gezwungen bei ihren Eltern zu leben und sich um ihren kranken Vater zu kümmern. 1855 kehrte Leland Stanford nach dem Tod von Janes Vater nach Albany zurück und sie reisten zusammen nach Kalifornien. 1856 zogen sie nach San Francisco, wo er Mitbegründer der Central Pacific Railroad und von 1861 bis zu seinem Tod 1893 deren Präsident war. Von 1868 bis zu seiner Amtsenthebung durch Collis Potter Huntington im Jahr 1890 war er auch Präsident der Southern Pacific Railroad. Sie wohnten in Sacramento, wo Leland Stanford 1861 zum Gouverneur von Kalifornien gewählt wurde. 1868 bekamen sie einen Sohn Leland DeWitt Stanford. 1871 bauten sie ihr Haus zu einem Herrenhaus mit Park aus, der heute als historischer Park für die Öffentlichkeit zugänglich ist. Zwei Jahre später verlegte die Central Pacific Railroad ihre Büros von Sacramento nach San Francisco und sie bauten ein Herrenhaus auf dem Nob Hill in San Francisco, das 1876 fertiggestellt wurde. In demselben Jahr kaufte Leland Stanford 650 Morgen Land in der Nähe von Menlo Park, erweiterte in den nächsten zehn Jahren durch den Kauf benachbarter Farmen und war dort erfolgreich in der Zucht und Ausbildung von Trab- und Vollblutpferden. Die Liegenschaft, welche nach einem hohen Redwood-Baum am San Francisquito Creek als Palo Alto Stock Farm bezeichnet wurde, wurde der zukünftige Standort der Stanford University.

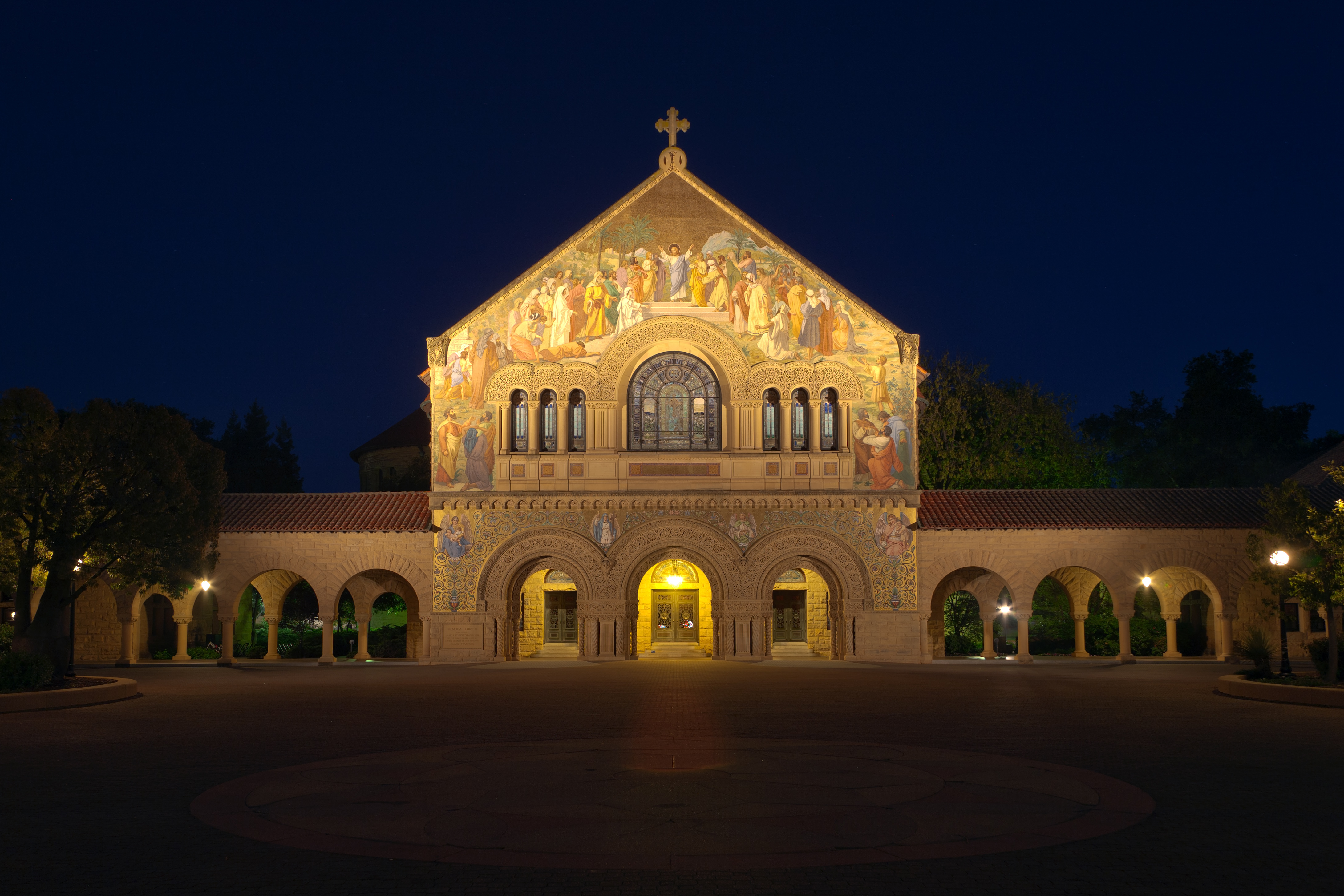
Stanford Memorial Church 2011, die Jane Stanford zum Andenken an ihren Ehemann bauen ließ und am 25. Januar 1903 in Erinnerung an Leland Stanford eingeweiht wurde

## Stanford University
Von 1880 bis 1881 begleitete Jane Stanford ihren Sohn auf seiner ersten Tour durch Europa, auf der er viele Antiquitäten sammelte, die sie mit ihm nach der Reise katalogisierte und half auszustellen. 1883 unternahm die Familie eine zweite Tour nach Europa, bei der 1884 Leland Stanford Jr. in Florenz nach mehrwöchiger Krankheit an Typhus starb. Zwei Monate später besuchten sie nach ihrer Rückkehr die Präsidenten der Harvard University, der Cornell University und dem Massachusetts Institute of Technology, um ihre Pläne zur Gründung einer neuen Universität in Kalifornien zu besprechen. 1885 gründeten Leland und Jane Stanford offiziell die Leland Stanford Junior University, indem sie den Gründungszuschuss in ihrem Haus in San Francisco unterzeichneten. Die Universität war von Beginn an koedukativ und offen für alle Studenten, unabhängig vom wirtschaftlichen Status. Am 14. Mai 1887 wurde der Grundstein für die Universität im heutigen Gebäude 60 anlässlich des 19. Geburtstages von Leland Stanford Jr. gelegt und am 1. Oktober 1891 wurde die Leland Stanford Junior University mit einer feierlichen Einweihungsfeier eröffnet. 1893 starb Leland Stanford in Palo Alto und sein Tod führte zu einer Finanzkrise der Universität. Die Situation verschlechterte sich weiter, als die Bundesregierung das Anwesen in Stanford wegen ausstehender Schulden der Central Pacific Railroad verklagte. Daraufhin finanzierte Jane Stanford die Universität aus der ihr gewährten Zulage und nahm eine immer größere Rolle bei der Leitung der Universität ein. 1896 lehnte der Oberste Gerichtshof der Vereinigten Staaten die Ansprüche der Regierung an Leland Stanfords Nachlass ab und stellte im Dezember 1898 sein Vermögen frei. 1897 reiste sie nach London in der Hoffnung, ihre persönliche Schmuckkollektion während des Diamantjubiläums von Königin Victoria zu verkaufen, fand aber keine Käufer. 1905 wies sie die Treuhänder der Universität an, nach ihrem Tod ihre Juwelen zu verkaufen und die Mittel als dauerhafte Stiftung zu verwenden. Das Kuratorium bestätigte diese Vereinbarung, und der Juwelenfonds erweitert weiterhin die Bibliotheksbestände der Universität. Seit 2007 werden Wohltäter, die Stiftungen für den Erwerb von Bibliotheken bereitstellen, als Mitglieder der Jewel Society bezeichnet. Als 1898 die finanziellen Schwierigkeiten der Universität fast gelöst waren, startete sie ein ehrgeiziges Bauprogramm. Sie legte zunächst den Grundstein für die Thomas Welton Stanford Library (heute Wallenberg Hall), das erste Gebäude des Outer Quadrangle und erlangte die vollständige Kontrolle über die Finanzen der Universität. Obwohl Universitätspräsident David Starr Jordan Geld für Gehälter, Bücher und Ausrüstung der Fakultät verlangte, konzentrierte sie ihre Ressourcen auf Bauprojekte wie das Outer Quad, die Memorial Church, den Memorial Arch, Erweiterungen des Museums, ein Chemiegebäude, ein Gymnasium und eine Bibliothek. 1899 war sie besorgt darüber, dass der Anteil der Frauen in der Studentenschaft auf 40 % gestiegen war und änderte das Gründungsstipendium dahingehend, dass nicht mehr als 500 Studentinnen gleichzeitig eingeschrieben werden können. Obwohl sie an die Bedeutung der Bildung für Frauen glaubte, befürchtete sie, dass ein großer Teil der Frauen in der Studentenschaft Männer vom Studium abhalten würde. Sie glaubte, dass eine reine Frauenuniversität kein geeignetes Denkmal für ihren Sohn wäre. 1900 richtete sie das erste Stipendium an der Stanford University ein, indem sie Geld von einem Konto verwendete, das ihrem Sohn gehört hatte. Ihre Auseinandersetzung mit Präsident Jordan um Professor Edward Alsworth Ross, dem Vorsitzenden der Abteilung für Soziologie, dessen antijapanischer Einstellung sie nicht zustimmte, führte zu dessen Entlassung. Dies löste eine Kontroverse über die akademische Freiheit der Professoren aus, die schließlich zur Entwicklung des Tenure-Track-Systems führte. Am 1. Juni 1903 gab sie die Kontrolle über die Universität an das Kuratorium ab und wurde am 6. Juli zur Präsidentin des Verwaltungsrates gewählt.

## Tod durch Strychnin
Im Januar 1905 trank Stanford in ihrem Haus in San Francisco aus einer Flasche Mineralwasser und fand das Wasser bitter und zwang sich, es zu erbrechen. Sie schickte das Wasser für einen Test zu einem Labor. Die Analyse ergab, dass das Quellwasser eine tödliche Menge Strychnin enthielt. Verärgert über das Wissen, dass jemand versucht hatte, sie zu töten, unternahm Stanford eine ausgedehnte Reise nach Australien, Asien und in den Nahen Osten, um Materialien für das Museum zu sammeln. Am Abend des 28. Februar 1905 bat sie im Moana Hotel in Honolulu um Soda-Bicarbonat, um ihren Magen zu beruhigen. Sie starb an demselben Abend an einer Strychninvergiftung. Untersuchungen bestätigten, dass Stanford durch Strychnin vergiftet wurde, aber die mit dem Fall vertrautesten Ermittler zögerten, darüber zu spekulieren, wer sie möglicherweise vergiftet hatte.

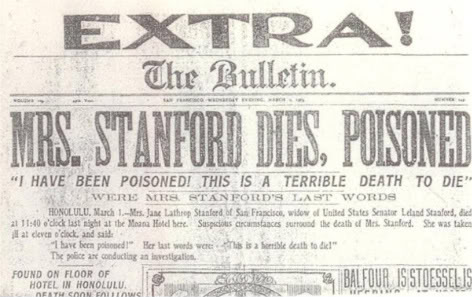
Die Titelseite des San Francisco Bulletin vom 1. März 1905. Darin heißt es: "Mrs. Stanford stirbt, vergiftet". Der Untertitel lautet: "'Ich bin vergiftet worden! Dies ist ein schrecklicher Tod, um zu sterben' waren Mrs. Stanfords letzte Worte."

David Starr Jordan, Präsident der Stanford University, reiste nach Hawaii und eskortierte ihre Leiche zurück nach Kalifornien. Auf einer Pressekonferenz erklärte er, Jane Stanford sei nicht an einer Vergiftung, sondern an einer Herzinsuffizienz gestorben. Die Vertuschung war offensichtlich insofern erfolgreich, als die Wahrscheinlichkeit, dass sie ermordet wurde, von Historikern und Kommentatoren bis in die 1980er Jahre weitgehend übersehen wurde. Jane Stanfords Beerdigung fand am 24. März 1905 in der Stanford Memorial Church der Stanford University statt. Mehr als 6000 Menschen nahmen an dem Gottesdienst teil und die Trauernden folgten dem Sarg den Palm Drive hinunter zum Mausoleum der Familie Stanford, wo Jane zwischen ihrem Ehemann und ihrem Sohn beigesetzt wurde. Ihr Testament beinhaltete zahlreiche Nachlässe an Wohltätigkeitsorganisationen und Verwandte, die Universität erhielt den Großteil ihres Nachlasses.
Die Jane Lathrop Stanford Middle School im Schulbezirk von Palo Alto wurde 1985 nach ihr benannt. Die kalifornische Stadt Lathrop im San Joaquin County wurde Ende der 1860er Jahre von der Eisenbahngesellschaft ihres Mannes aufgebaut und nach Jane und ihrem Bruder Charles Lathrop benannt.